# Castello della Brina
Il castello della Brina è stato un insediamento posto sul versante collinare sinistro della bassa val di Magra, lungo un crinale secondario, fra le località di Falcinello e Ponzano Superiore, in località Torraccio, nel comune di Sarzana, al confine con il comune di Santo Stefano di Magra, in provincia della Spezia.

## Storia e descrizione
La postazione difensiva, costituita per lo più da una torre circolare, fu voluta nella seconda metà dell'XI secolo dai conti-vescovi di Luni per il controllo della strada che, dal centro di Sarzana, conduceva al borgo di Ponzano e, oltrepassando l'Appennino, raggiungeva la Pianura padana. La via costituiva un'alternativa alla più nota "rotta commerciale" passante per i borghi di Santo Stefano di Magra ed Aulla.
Il toponimo "Brina" è menzionato per la prima volta in un contratto di vendita del 25 maggio 1055 dove, tra i testimoni dell'atto, si cita un certo Giacomo Corradi di Brina. Le case, i terreni e le mura del castello "della Brina" vengono altresì citati in un documento di vendita del 14 giugno 1078; nell'atto, un certo Pellegrino di Burcione cedeva al vescovo di Luni Guido II (o Guidone) tutti gli averi e possedimenti al di fuori le mura della postazione difensiva.
Nel 1279 la collina della Brina e il suo castello, forse per la sua importanza strategica, saranno al centro di una violenta lotta per il suo possesso tra la nobile famiglia Malaspina ed il vescovo lunense Enrico da Fucecchio.
Dal 2000 sino all'estate del 2013, una serie di campagne archeologiche ha portato alla luce gli ambienti del castello, due ordini di cinte murarie dell'insediamento, alcuni tratti di abitato. 

Sono state trovate inoltre tracce di un insediamento pre-romano, facendo quindi retrocedere di molti secoli la datazione della fruizione del sito.